# 시미언 잭슨
시미언 알렉산더 잭슨(Simeon Alexander Jackson, 1987년 3월 28일 ~)은 캐나다의 축구 선수이다. 현재 스테버니지 소속으로 뛰고 있다.